# Bohumil Rameš
Bohumil Rameš (ur. 4 marca 1895 w Mielniku, zm. w 1974 tamże) – kolarz reprezentujący Królestwo Czech oraz Czechosłowację, uczestnik igrzysk olimpijskich w Sztokholmie w 1912 roku oraz igrzysk olimpijskich w Antwerpii w 1920 roku, mistrz Czechosłowacji z 1922 roku w wyścigu indywidualnym oraz (w tym samym roku) wyścigu Praga-Karlowe Wary-Praga. Pochodził z kolarskiej rodziny – jego ojciec i brat także startowali w tej dyscyplinie.

## Występy na letnich igrzyskach olimpijskich

### Indywidualnie
| Igrzyska | Konkurencja         | Klasyfikacja | Klasyfikacja |
| Igrzyska | Konkurencja         | Czas         | Miejsce      |
| -------- | ------------------- | ------------ | ------------ |
| LIO 1912 | Wyścig indywidualny | 12-20:12,20  | 63.          |
| LIO 1920 | Wyścig indywidualny | 5-39:00.0    | 40.          |

### Drużynowo
| Igrzyska | Konkurencja      | Członkowie drużyny                                           | Klasyfikacja | Klasyfikacja |
| Igrzyska | Konkurencja      | Członkowie drużyny                                           | Czas         | Miejsce      |
| -------- | ---------------- | ------------------------------------------------------------ | ------------ | ------------ |
| LIO 1912 | Wyścig drużynowy | Václav Tintěra Bohumil Kubrycht Jan Vokoun František Kundert | DNF          | DNF          |
| LIO 1920 | Wyścig drużynowy | Josef Procházka Ladislav Janoušek František Kundert          | 5-39:00.0    | 9.           |